# Rock or Bust
Rock or Bust je studiové album australské rockové skupiny AC/DC, které vyšlo v prosinci roku 2014. Nahráno bylo v kanadském Vancouveru, ve studiu studiu Warehouse, a jeho producentem je Brendan O'Brien, který se podílel i na předchozím počinu Black Ice. Jde o vůbec první nahrávku této skupiny, na které se nepodílel její zakládající člen Malcolm Young, kterého nahradil synovec Stevie Young. Když do studia ani po deseti dnech nedorazil dlouholetý bubeník Phil Rudd, O'Brien byl připraven nahradit jej jiným hudebníkem, avšak Rudd nakonec dorazil. První singl z alba nazvaný „Play Ball“ byl vydán v říjnu 2014. V dubnu 2015 se skupina vydala na celosvětové koncertní turné na propagaci nové desky. Turné skončilo v září 2016 a místo Rudda, který měl problémy se zákonem, se na postu bubeníka objevil dřívější člen Chris Slade (od května do září 2016 se skupinou nevystupoval zpěvák Brian Johnson, kterého nahradil Axl Rose).

## Seznam skladeb
| Pořadí         | Název                        | Délka |
| -------------- | ---------------------------- | ----- |
| 1.             | Rock or Bust                 | 3:04  |
| 2.             | Play Ball                    | 2:47  |
| 3.             | Rock the Blues Away          | 3:24  |
| 4.             | Miss Adventure               | 2:57  |
| 5.             | Dogs of War                  | 3:35  |
| 6.             | Got Some Rock & Roll Thunder | 3:22  |
| 7.             | Hard Times                   | 2:44  |
| 8.             | Baptism by Fire              | 3:30  |
| 9.             | Rock the House               | 2:42  |
| 10.            | Sweet Candy                  | 3:09  |
| 11.            | Emission Control             | 3:41  |
| Celková délka: | Celková délka:               | 34:55 |

## Obsazení
- Brian Johnson – zpěv
- Angus Young – sólová kytara
- Stevie Young – rytmická kytara
- Cliff Williams – baskytara
- Phil Rudd – bicí